# あさみちゆき
あさみ ちゆき（1978年1月11日 - ）は、日本の女性歌手。結婚前の本名は山本 陽子（やまもと ようこ）。

## 人物
山口県光市出身。血液型はA型。芸名は山口県の朝の海の景色から「あさみ」、早逝した兄の名前「智幸」から「ちゆき」、それぞれを採った。
井の頭公園で歌謡曲・フォークソング・演歌・J-POPなどを歌うストリートライブを続け「井の頭公園の歌姫」と称される。
2015年1月11日に一般男性との入籍と懐妊をブログで公表し、7月6日に第1子の男児を出産した。

## 経歴
- 1993年 『BS勝ち抜き歌謡選手権』（NHK BS2）福山大会で「火振り酒」と「出世船」を歌い、チャンピオンとなる。
- 1996年 柳井商業高等学校を卒業し、歌手を志して上京する。
- 1997年 バンド「あんぶれら」を結成してボーカルを担当する。
- 1999年 歌唱曲を、幼少期から好む演歌と歌謡曲へ方向転換する。
- 2001年 井の頭公園でラジカセとマイク1本を用いて歌い始め、テイチクエンタテインメントにスカウトされる。
- 2002年 ギターの弾き語りでストリートライブを始める。
- 2003年 
  - 九州ラジオ局音楽プロデューサー会議 (KMP) が推薦アーティストに選出する。
  - BS-QR『新世紀歌謡大行進』で木曜日レギュラーパーソナリティを担当する。
  - 4月23日 「紙ふうせん」でデビューする。
  - 6月17日 『NHK歌謡コンサート』（NHK総合）の新人特集に出演する[2]。
  - 12月17日 セカンドシングル「港のカラス」を発売する。
- 2004年
  - 講談社「フライデー」3月12日号に公園の歌姫として紹介記事が掲載される。
  - 6月14日 フジテレビ『スーパーニュース』で公園の歌姫として紹介される。
  - 6月23日 初のアルバム『あさみのうた〜港のカラス〜』を発売する。
  - 10月21日 サードシングル「井の頭線」を発売する。
  - 12月15日 京王井の頭線永福町駅で一日駅長を務める。
- 2005年
  - 文藝春秋「週刊文春」11月3日号に公園ライブの記事が写真と共に掲載される。
- 2007年
  - 4月10日 スポニチ文化芸術大賞で優秀賞を受賞する。
  - 12月30日 日本レコード大賞（TBSテレビ・ラジオ）で日本作曲家協会奨励賞を受賞する。
- 2008年
  - 2月3日 『NHKのど自慢』（NHK総合・ラジオ第1）に初出演する。
  - 11月 山口ふるさと大使を務める。
  - 11月13日 NHK総合『クローズアップ現代』（演歌の逆襲）で、井の頭公園で多くのファンに囲まれて歌う様子などが紹介される。
  - 12月17日 第41回日本有線大賞で有線音楽賞を受賞する。
- 2009年
  - 2月26日 フジテレビ『スパイスTV どーも☆キニナル!』で冒頭から20分間井の頭公園で歌う様子が録画で紹介され、スタジオで『鮨屋で…』を生演奏する。
  - 12月6日 『NHKのど自慢』（NHK総合・ラジオ第1）に出演する。
- 2010年
  - 5月22日 井の頭公園ストリートライブが150回目となる。　
  - 7月19日 TBS『はなまるマーケット』に出演する。
  - 8月1日 NHK『NHKのど自慢』（NHK総合・ラジオ第1）に出演する。
- 2012年
  - 9月13日 お江戸日本橋亭「小池可奈落語会 その2」で初めて落語を披露する。
  - 11月14日 第45回日本有線大賞で有線放送協会賞を受賞する。
  - 11月18日 『NHKのど自慢』（NHK総合・ラジオ第1）にゲスト出演する。
  - 11月29日 浅草木馬亭「フグとかぼすの文化祭」で小池可奈とともに落語・三線・コントを披露する。
  - 12月6日 第45回日本作詩大賞で『新橋二丁目七番地』が優秀作品賞を受賞[3]する。
- 2013年
  - 9月13日 日本橋劇場「人形町江戸前落語会」で小池可奈らと落語を披露する。
- 2015年
  - 1月11日 11歳年上の一般男性 (48) と結婚。
  - 7月6日 東京都内の病院で第1子の男児を出産する。

## ディスコグラフィ

### シングル
- すべてテイチクエンタテインメントからリリース。

| #  | 発売日          | 曲順 | タイトル                   | 作詞         | 作曲           | 編曲       | オリコン 最高順位 | 規格品番            |
| -- | --------------- | ---- | -------------------------- | ------------ | -------------- | ---------- | ----------------- | ------------------- |
| 1  | 2003年 4月23日  | 01   | 紙ふうせん                 | 田久保真見   | 杉本眞人       | 川口真     | -                 | TECA-11580          |
| 1  | 2003年 4月23日  | 02   | 本牧ららばい               | 田久保真見   | 杉本眞人       | 川口真     | -                 | TECA-11580          |
| 2  | 2003年 12月17日 | 01   | 港のカラス                 | 高田ひろお   | 杉本眞人       | 川口真     | -                 | TECA-11612          |
| 2  | 2003年 12月17日 | 02   | 泣きたいときは             | 田久保真見   | 杉本眞人       | 川口真     | -                 | TECA-11612          |
| 3  | 2004年 10月21日 | 01   | 井の頭線                   | 田久保真見   | 網倉一也       | 矢野立美   | -                 | TECA-11653          |
| 3  | 2004年 10月21日 | 02   | ちゆきの夢は夜ひらく       | 吉田旺       | 曽根幸明       | 竜崎孝路   | -                 | TECA-11653          |
| 4  | 2005年 12月16日 | 01   | 砂漠の子守唄               | 高田ひろお   | 杉本眞人       | 川口真     | -                 | TECA-12032          |
| 4  | 2005年 12月16日 | 02   | 夕焼けブランコ             | さくらちさと | 網倉一也       | 矢野立美   | -                 | TECA-12032          |
| 4  | 2005年 12月16日 | 03   | 井の頭線・あれから         | 田久保真見   | 網倉一也       | 千代正行   | -                 | TECA-12032          |
| 5  | 2006年 9月27日  | 01   | 青春のたまり場             | 阿久悠       | 杉本眞人       | 川村栄二   | 29位              | TECA-12070          |
| 5  | 2006年 9月27日  | 02   | 恋華草〜おれとあたし〜     | 阿久悠       | 杉本眞人       | 川村栄二   | 29位              | TECA-12070          |
| 6  | 2007年 8月22日  | 01   | 聖橋で                     | 阿久悠       | 杉本眞人       | 若草恵     | -                 | TECA-12099          |
| 6  | 2007年 8月22日  | 02   | あした                     | 阿久悠       | 大野克夫       | 若草恵     | -                 | TECA-12099          |
| 7  | 2008年 3月5日   | 01   | あさがお                   | 高田ひろお   | 網倉一也       | 宮崎慎二   | 47位              | TECA-12128          |
| 7  | 2008年 3月5日   | 02   | 萬年橋から清洲橋           | さくらちさと | 網倉一也       | 宮崎慎二   | 47位              | TECA-12128          |
| 8  | 2008年 12月17日 | 01   | 鮨屋で…                    | 井上千穂     | 杉本眞人       | 宮崎慎二   | 38位              | TECA-12163          |
| 8  | 2008年 12月17日 | 02   | 情島物語                   | 星野哲郎     | 網倉一也       | 宮崎慎二   | 38位              | TECA-12163          |
| 9  | 2010年 1月20日  | 01   | おもいで写真館             | 田久保真見   | 網倉一也       | 宮崎慎二   | 37位              | TECA-12214          |
| 9  | 2010年 1月20日  | 02   | 笹鰈                       | 高田ひろお   | 網倉一也       | 宮崎慎二   | 37位              | TECA-12214          |
| 10 | 2010年 4月21日  | 01   | 黄昏シネマ                 | 田久保真見   | 杉本眞人       | 宮崎慎二   | 40位              | TECA-12225          |
| 10 | 2010年 4月21日  | 02   | 青春の忘れもの             | さくらちさと | 網倉一也       | 宮崎慎二   | 40位              | TECA-12225          |
| 11 | 2011年 2月16日  | 01   | ふるさとの木の下で…        | さくらちさと | 鈴木キサブロー | 矢野立美   | 34位              | TECA-12274 (通常盤) |
| 11 | 2011年 2月16日  | 02   | 愛するひとよ…              | 星川裕二     | 鈴木キサブロー | 矢野立美   | 34位              | TECA-12274 (通常盤) |
| 11 | 2012年 10月3日  | 02   | 林檎をかじりながら         | 阿久悠       | 鈴木キサブロー | 矢野立美   | 34位              | TECA-15376 (DVD付)  |
| 12 | 2011年 8月24日  | 01   | 秋櫻の頃                   | 高田ひろお   | 杉本眞人       | 宮崎慎二   | 48位              | TECA-12301          |
| 12 | 2011年 8月24日  | 02   | すみれアパート             | 星川裕二     | 網倉一也       | 宮崎慎二   | 48位              | TECA-12301          |
| 13 | 2012年 3月7日   | 01   | 新橋二丁目七番地           | 田久保真見   | 杉本眞人       | 宮崎慎二   | -                 | TECA-12330          |
| 13 | 2012年 3月7日   | 02   | あね いもうと              | 田久保真見   | 網倉一也       | 宮崎慎二   | -                 | TECA-12330          |
| 14 | 2013年 2月20日  | 01   | 木枯らし一号〜バラード編〜 | 阿久悠       | 鈴木キサブロー | 宮崎慎二   | -                 | TECA-12416          |
| 14 | 2013年 2月20日  | 02   | まつり(祭)                 | 阿久悠       | 杉本眞人       | 宮崎慎二   | -                 | TECA-12416          |
| 15 | 2013年 10月9日  | 01   | 愛染桜                     | さくらちさと | 鈴木キサブロー | 宮崎慎二   | 39位              | TECA-12475          |
| 15 | 2013年 10月9日  | 02   | 室積海岸                   | 星川裕二     | 網倉一也       | 矢野立美   | 39位              | TECA-12475          |
| 16 | 2014年 5月21日  | 01   | お月さんとおりゃんせ       | 高田ひろお   | 新井利昌       | 矢野立美   | -                 | TECA-12522          |
| 16 | 2014年 5月21日  | 02   | 夜祭り囃子                 | さくらちさと | 鈴木キサブロー | 矢野立美   | -                 | TECA-12522          |
| 17 | 2015年 2月18日  | 01   | 月猫                       | 宮田純花     | 宮田純花       | 佐藤和豊   | -                 | TECA-12576          |
| 17 | 2015年 2月18日  | 02   | 昭和純情歌                 | 星川裕二     | 杉本眞人       | 佐藤和豊   | -                 | TECA-12576          |
| 18 | 2016年 3月16日  | 01   | かすみ草エレジー           | 田久保真見   | 山崎ハコ       | 矢野立美   | 38位              | TECA-13669          |
| 18 | 2016年 3月16日  | 02   | あの日のままのカレンダー   | 田久保真見   | 山崎ハコ       | 矢野立美   | 38位              | TECA-13669          |
| 19 | 2017年 2月22日  | 01   | 出さない手紙を書いてます   | 喜多條忠     | 岡千秋         | 石倉重信   | -                 | TECA-13743          |
| 19 | 2017年 2月22日  | 02   | いとし子よ                 | 小鳥沢       | あさみちゆき   | 澤口和彦   | -                 | TECA-13743          |
| 19 | 2017年 2月22日  | 03   | 交差点                     | 宮田純花     | あさみちゆき   | 澤口和彦   | -                 | TECA-13743          |
| 20 | 2017年 11月15日 | 01   | 四畳半の蝉                 | 結木瞳       | 山崎ハコ       | 伊戸のりお | -                 | TECA-13805          |
| 20 | 2017年 11月15日 | 02   | 神保町                     | 小泉厚子     | 山崎ハコ       | 伊戸のりお | -                 | TECA-13805          |
| 21 | 2024年 6月19日  | 01   | 白い花飾って               | 星川裕二     | 杉本眞人       | 宮崎慎二   | 47位              | TECA-24024          |
| 21 | 2024年 6月19日  | 02   | 初雪                       | 星川裕二     | 杉本眞人       | 佐藤和豊   | 47位              | TECA-24024          |

#### デュエット・シングル
| 発売日         | デュエット | 曲順 | タイトル                              | 作詞         | 作曲     | 編曲     | 規格品番   |
| -------------- | ---------- | ---- | ------------------------------------- | ------------ | -------- | -------- | ---------- |
| 2013年 7月17日 | 網倉一也   | 01   | 再会・トワイライト                    | さくらちさと | 網倉一也 | 佐藤和豊 | TECA-12462 |
| 2013年 7月17日 | 網倉一也   | 02   | 青春の忘れ物 〜デュエットバージョン〜 | さくらちさと | 網倉一也 | 宮崎慎二 | TECA-12462 |

### アルバム

#### オリジナル・アルバム
| 発売日         | タイトル                                 | 規格品番   |
| -------------- | ---------------------------------------- | ---------- |
| 2004年6月23日  | あさみのうた〜港のカラス〜               | TECE-25492 |
| 2005年6月22日  | あさみのうたII                           | TECE-25565 |
| 2007年2月1日   | あさみのうたIII-青春のたまり場-          | TECE-25685 |
| 2008年10月22日 | あさみのうたIV                           | TECE-25799 |
| 2009年8月19日  | あさみのうたV〜Meets 阿久悠〜            | TECE-28847 |
| 2010年6月23日  | あさみのうたVI〜黄昏シネマ〜             | TECE-25916 |
| 2011年11月23日 | あさみのうたVII〜秋櫻の頃〜              | TECE-3048  |
| 2012年10月24日 | あさみのうたVIII〜阿久悠さんからの手紙〜 | TECE-3114  |
| 2013年10月9日  | あさみのうたIX〜日本・春夏秋冬〜         | TECE-3173  |

#### ベスト・アルバム
| 発売日         | タイトル                                | 規格品番       |
| -------------- | --------------------------------------- | -------------- |
| 2010年10月20日 | あさみちゆき ベストヒット・シングルズ   | TECE-35969〜70 |
| 2015年4月22日  | あさみちゆき ベストヒット・シングルズII | TECE-3313〜14  |
| 2018年10月17日 | あさみちゆき 全曲集                     | TECE-3519      |

#### ライブ・アルバム
| 発売日         | タイトル                                                            | 規格品番       |
| -------------- | ------------------------------------------------------------------- | -------------- |
| 2009年10月21日 | すぎもとまさと&あさみちゆきスペシャルライブ〜渋谷AXで会いましょう〜 | TECE-32887〜88 |

### 映像作品

#### ライブ
| 発売日         | タイトル                                                            | 規格 | 規格品番   |
| -------------- | ------------------------------------------------------------------- | ---- | ---------- |
| 2007年5月23日  | あさみちゆきコンサート2007「青春のたまり場〜青山編」                | DVD  | TEBE-38044 |
| 2009年10月21日 | すぎもとまさと&あさみちゆきスペシャルライブ〜渋谷AXで会いましょう〜 | DVD  | TEBE-38059 |
| 2012年2月22日  | あさみちゆきコンサート2011「あさみのうた」                          | DVD  | TEBE-38100 |
| 2013年8月21日  | あさみちゆきコンサート2013「あさみのうた」in 渋谷公会堂             | DVD  | TEBE-38140 |

#### ミュージック・ビデオ
| 発売日         | タイトル             | 規格 | 規格品番   |
| -------------- | -------------------- | ---- | ---------- |
| 2010年10月20日 | ミュージックビデオ集 | DVD  | TEBE-30080 |

### タイアップ曲
| 年     | 楽曲                | タイアップ                                      |
| ------ | ------------------- | ----------------------------------------------- |
| 2007年 | 聖橋で              | TBS系「開運音楽堂」EDテーマ                     |
| 2007年 | 聖橋で              | TOKYO MX「うたナビ21」OPテーマ                  |
| 2010年 | 黄昏シネマ          | TBS系「開運音楽堂」EDテーマ                     |
| 2010年 | 青春の忘れもの      | テレビ朝日系「ちい散歩」EDテーマ                |
| 2011年 | ふるさとの木の下で… | TBS系「ひるおび」EDテーマ（2011年2月期）        |
| 2012年 | ふるさとの木の下で… | 映画「旅の贈りもの 明日へ」挿入歌               |
| 2013年 | 新橋二丁目七番地    | フジテレビ系「志村劇場」EDテーマ（2013年2月期） |
| 2013年 | 再会・トワイライト  | TBS系「開運音楽堂」EDテーマ                     |

## レギュラー番組
- ラジオ日本『あさみちゆき街角歌だより』（2009年3月末）
- 文化放送『日野ミッドナイトグラフィティ 走れ!歌謡曲』（2008年4月3日 - 2010年4月1日、木曜日[5]担当）
- TBSラジオ『ミュージックナビ〜昨日と今日との交差点〜』内のアーティストコーナー「キラリ青春!ちゆ喫茶」（2011年4月4日 - 、月曜日深夜[5]）
- BSジャパン『徳光和夫の名曲にっぽん 昭和歌謡人』（2014年4月2日 - 10月8日、MCアシスタント）

## 話題
- 地元の光市で「あさみちゆき応援団」が結成され、元光市長の末岡泰義が団長を務める。
- 「新橋二丁目七番地」が、2012年USEN演歌・年間リクエストランキングで2位となる。
- 2013年10月14日に赤坂ブリッツのコンサートで生脚のショートパンツ姿で登場し、「いつもは露出が少ないんですが、今日は冒険しようと思って履いてみました」と語る。
- 演歌歌手の竹川美子は、ジョイントコンサートを催すなど親交がある。